# Gymnastik- och idrottshögskolan

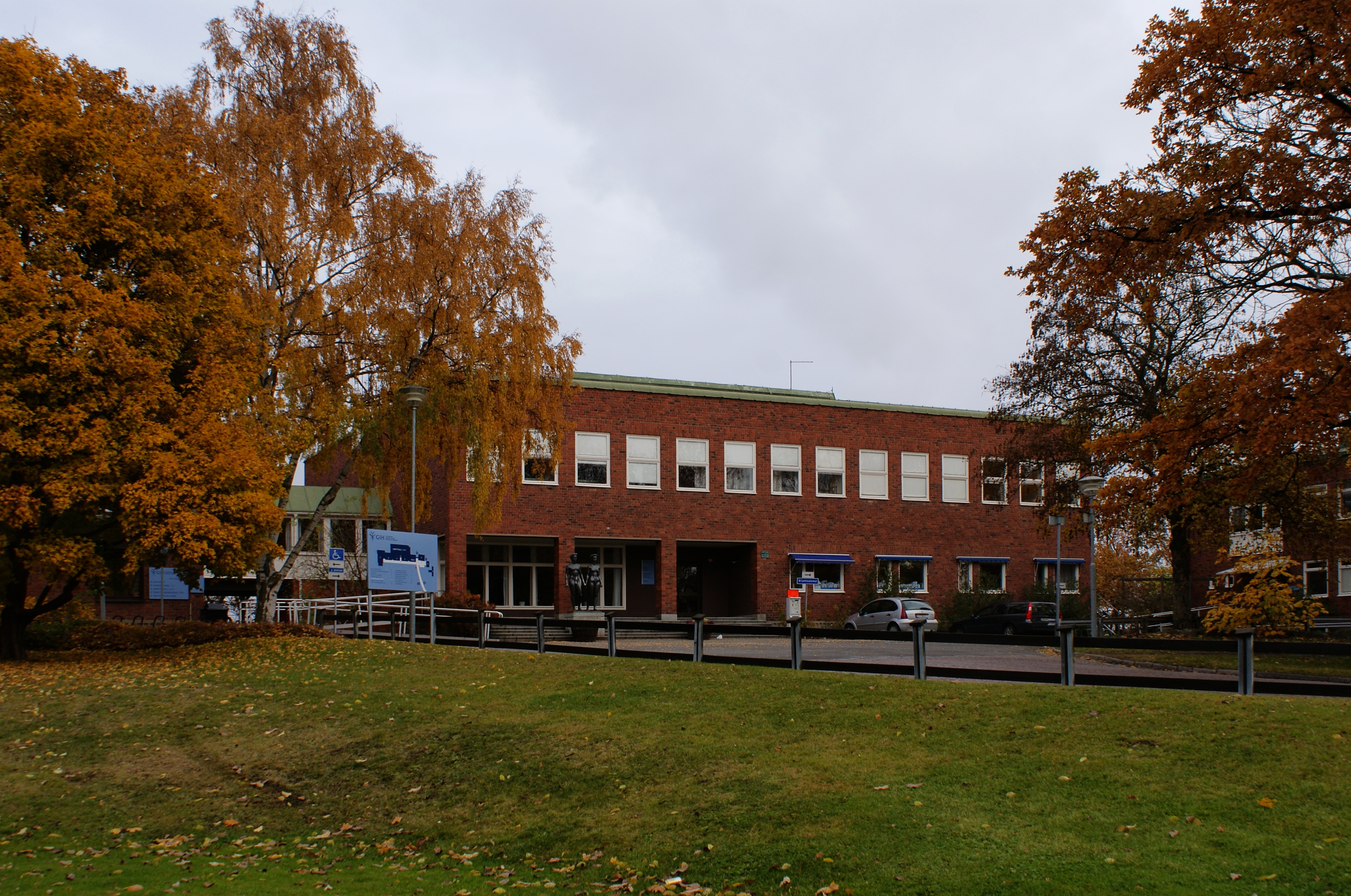
Hauptgebäude der Hochschule

Die Gymnastik- och idrottshögskolan (deutsch: Gymnastik- und Sporthochschule), oftmals abgekürzt mit GIH, ist eine schwedische Hochschule in Stockholm. Die Einrichtung ist auf Sportwissenschaften spezialisiert.

## Hintergrund
Auf Betreiben von Pehr Henrik Ling wurde die Lehranstalt 1813 unter dem Namen Kungliga Gymnastiska Centralinstitutet gegründet und entwickelte sich zum Zentrum der schwedischen Sportbewegung. Stand anfangs noch Gymnastik im Mittelpunkt, öffnete sich die Hochschule, an der bereits ab den 1860er Jahren Frauen studierten, im Lauf der Zeit zunehmend weiteren Sportarten. Mit der Ling-Gymnastik gilt die GiH als Wiege der Bewegungstherapie. In der Folge änderte sie 1966 ihren Namen und gab sich die aktuelle Bezeichnung. 1992 wurde sie mit der Lärarhögskolan Stockholms zusammengelegt und hieß anschließend bis 2005 Idrottshögskolan i Stockholm.
Es gibt Schwerpunkte in Sportmedizin, aber auch für Sportlehrer und -trainer, wobei die Hochschule eine enge Verknüpfung zwischen Theorie und Praxis sucht.